# RD-0120
RD-0120 是苏联能源号运载火箭的芯级发动机。其性能相当于美国航天飞机的主发动机SSME，与之相比，RD-0120有相同的比冲与燃烧室压力，复杂度与成本大为降低。其使用富燃分段燃烧循环技术，单轴驱动氢泵与氧泵。
RD-0120在工作原理上与SSME差别相当大。液氢被预压泵和主泵加压之后，分成两路。较大的一路由换热器气化后直接进入预燃室，不作为再生冷却；较小的一路先冷却燃烧室再冷却喷管，得到的氢气用于推动氢预压泵的涡轮，最后注入主燃烧室。这相当于部分膨胀循环。液氧经预压泵后分为两路，较大的一路由主氧泵加压后进入燃烧室；较小的一路进入与主氧泵同轴的高压氧泵后，分为两路一路直接进入预燃室，另一路驱动氧预压泵之后合并入预压泵后的液氧流。单预燃室主涡轮同轴驱动主氢泵、主氧泵、高压氧泵。涡轮气体温度仅800K。远低于SSME的1300K、火神和YF-77的900K。
能源号火箭芯级采用4台RD-0120作为动力装置。每台发动机的真空推力为200吨，真空比冲为455秒。

## 性能参数

### RD-0120
- 推力(真空) 1,961 kN
- 推力(海平面): 1,5171 kN
- 比冲 (真空): 455秒（4.46每秒）
- 比冲 (海平面): 359秒（3.52每秒）
- 燃烧时间: 名义 480–500 s, 验证 1670 s
- 主发动机重量: 3,449 kg
- 长度: 4.55 m, 直径: 2.42 m
- 推进剂: LOX & LH2
- 混合比: 6:1
- 合同商: Конструкторское Бюро Химавтоматики（英语：Chemical Automatics Design Bureau）
- 用于: 能源号运载火箭芯级